# Article definit àrab
al- (àrab: ٱلْـ), romanitzat igualment com a el- d'acord amb la seva pronunciació en algunes varietats de l'àrab, és l'article definit que es fa servir en l'àrab: una partícula (harf) que exerceix la funció de determinar el substantiu que la porta com a prefix. Per exemple, el mot كتابٌ, kitabun (‘(un) llibre’) es pot determinar afegint-li el prefix al- per formar الكتابُ, al-kitabu (‘el llibre’). Així doncs, al- equival a «el», «la», «els» o «les» en català.

L'article definit prefixat (rosa) en ALA-LC, el nom àrab de Bahrain

A diferència de la majoria de partícules àrabs, al- es fa servir exclusivament com a prefix i mai no apareix per si sol. Per aquest motiu, molts diccionaris no l'inclouen i, com que no és una part pròpiament dita de les paraules, gairebé mai no es té en compte en l'ordre alfabètic.
La partícula al- és invariable pel que fa al gènere, el nombre i el cas gramatical. Tanmateix, el so de la ela final pot variar: quan precedeix una lletra solar («t», «d», «r», «s» i «n», entre d'altres), s'assimila a la consonant següent, és a dir, es converteix en la mateixa lletra. Per exemple, «el Nil» no es pronuncia al-Nil, sinó an-Nil. Aquest fenomen no es produeix quan al- precedeix una lletra lunar: al-màsjid, ‘la mesquita’. Així com l'assimilació canvia la pronunciació de la partícula, l'ortografia resta la mateixa.